# Route nationale 16 (Argentine)
Pour les articles homonymes, voir Route nationale 16.

Tracé de la route nationale 16 argentine.

La route nationale 16 est une route argentine qui traverse les provinces de Corrientes, Chaco, Santiago del Estero et Salta.
Elle relie Corrientes au niveau du km 1 465 de la route nationale 9 à San José de Metán.
Elle a une longueur totale de 707 km dont 22 km de voies rapides.

## Notes et références

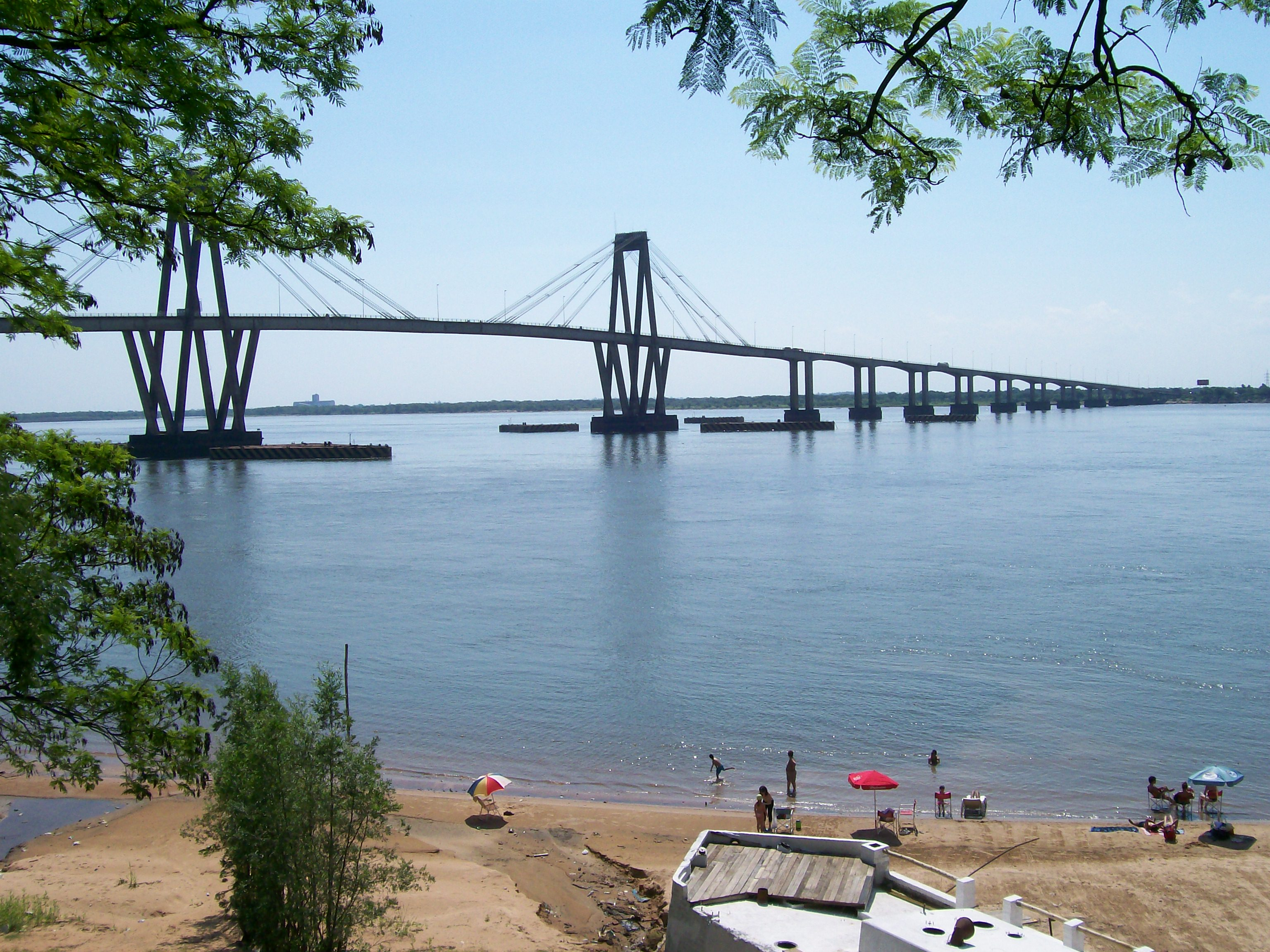
Le Pont General Manuel Belgrano.
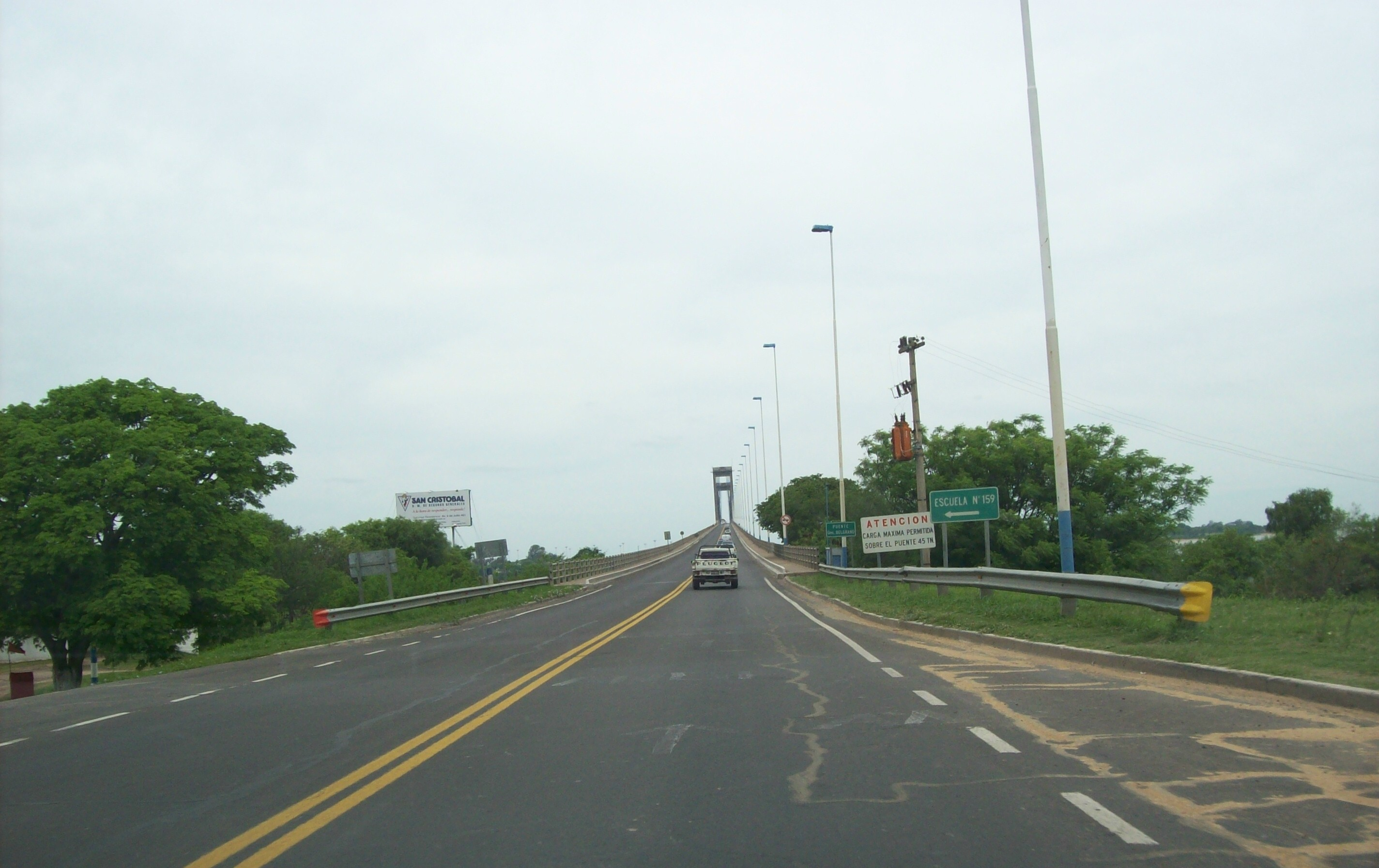
Accès au Pont General Manuel Belgrano sur le Rio Paraná.